# Chrono Champenois-Trophée Européen
La Chrono Champenois-Trophée Européen (en español: Contrarreloj Champañés-Trofeo Europeo) es una carrera ciclista contrarreloj francesa femenina, que en conjunto con su homóloga masculina denominada como Chrono Champenois se disputa en Bétheny (departamento del Marne) a mediados del mes de septiembre (las dos el mismo día).
La femenina fue la primera en crearse en 1989 con el nombre oficial de Chrono Champenois-Trophée Européen, aunque no empezó a ser profesional hasta 1997, por ello la mayoría de sus ganadores han sido francesas, dentro la categoría 1.9.2 (última categoría del profesionalismo) renombrándose esa categoría en 2005 por la 1.1 manteniendo la carrera dicho estatus.
La masculina, creada en 1998, comenzó también siendo amateur y ya a partir de la creación de los Circuitos Continentales UCI en 2005 forma parte del UCI Europe Tour dentro de la categoría 1.2 (última categoría del profesionalismo).
Las dos disputan en un trazado de 33,4 km.

## Palmarés
| Año                       | Ganador                | Segundo                | Tercero                |
| ------------------------- | ---------------------- | ---------------------- | ---------------------- |
| ediciones amateur         |                        |                        |                        |
| 1989                      | Nathalie Six           |                        |                        |
| 1990                      | Nathalie Gendron       |                        |                        |
| 1991                      | Nathalie Gendron       | Géraldine Quéniart     | Françoise Leprod'homme |
| 1992                      | Jeannie Longo          | Géraldine Quéniart     | Cécile Odin            |
| 1993                      | Swetlana Bubnenkowa    | Walentina Polchanowa   | Jeannie Longo          |
| 1994                      | Svetlana Samojválova   | Swetlana Bubnenkowa    | Walentina Polchanowa   |
| 1995                      | Jeannie Longo          | Lotte Bak              | Sophie Swaertvaenger   |
| 1996                      | Jeannie Longo          | Alessandra Cappellotto | Gabriella Pregnolato   |
| ediciones profesionales   |                        |                        |                        |
| 1997                      | Alessandra Cappellotto | Zulfiya Zabirova       | Kathryn Watt           |
| 1998                      | Zulfiya Zabirova       | Walentina Polchanowa   | Imelda Chiappa         |
| 1999                      | Jeannie Longo          | Walentina Polchanowa   | Antonella Bellutti     |
| 2000 edición no realizada |                        |                        |                        |
| 2001                      | Kirsty Nicole Robb     | Sara Carrigan          | Olga Zabelínskaya      |
| 2002                      | Zulfiya Zabirova       | Sara Carrigan          | Jeannie Longo          |
| 2003                      | Hanka Kupfernagel      | Karin Thürig           | Zulfiya Zabirova       |
| 2004                      | Karin Thürig           | Priska Doppmann        | Giovanna Troldi        |
| 2005                      | Kathryn Watt           | Jeannie Longo          | Wendy Houvenaghel      |
| 2006                      | Karin Thürig           | Christiane Soeder      | Andrea Thürig          |
| 2007                      | Karin Thürig           | Amber Neben            | Mirjam Melchers        |
| 2008                      | Karin Thürig           | Loes Gunnewijk         | Amber Neben            |
| 2009                      | Wendy Houvenaghel      | Julia Shaw             | Grace Verbeke          |
| 2010                      | Anne Samplonius        | Judith Arndt           | Olga Zabelínskaya      |
| 2011                      | Judith Arndt           | Amber Neben            | Wendy Houvenaghel      |
| 2012                      | Wendy Houvenaghel      | Carmen Small           | Olga Zabelínskaya      |
| 2013                      | Ellen van Dijk         | Carmen Small           | Shara Gillow           |
| 2014                      | Hanna Solovéi          | Ellen van Dijk         | Katrin Garfoot         |
| 2015                      | Ann-Sophie Duyck       | Tiffany Cromwell       | Hayley Simmonds        |
| 2016                      | Katrin Garfoot         | Olga Zabelínskaya      | Ellen van Dijk         |
| 2017 edición no realizada |                        |                        |                        |
| 2018                      | Leah Thomas            | Olga Zabelínskaya      | Hayley Simmonds        |
| 2019                      | Vita Heine             | Mieke Kröger           | Marlen Reusser         |

## Palmarés por países
| País           | Victorias |
| -------------- | --------- |
| Francia        | 7         |
| Suiza          | 4         |
| Reino Unido    | 3         |
| Australia      | 3         |
| Kazajistán     | 2         |
| Rusia          | 2         |
| Alemania       | 2         |
| Canadá         | 1         |
| Países Bajos   | 1         |
| Ucrania        | 1         |
| Bélgica        | 1         |
| Estados Unidos | 1         |
| Noruega        | 1         |